# Nemes József (labdarúgó)
Nemes József, Nehadoma, (Kispest, 1914. január 12. – Budapest, 1987. október 17.) válogatott labdarúgó, csatár.

## Pályafutása

### Klubcsapatban
1933 és 1946 között a Kispest csapatában 319 bajnoki mérkőzésen szerepelt és 214 gólt szerzett. Egy nyugat-európai túra során eladták az FC Mulhosue együttesének, de csak rövid ideig játszott a francia csapatban, mert a honvágy haza hozta. Pályafutása utolsó éveiben együtt játszott a fiatal Bozsikkal és Puskással.

### A válogatottban
1938-ban egy alkalommal szerepelt a válogatottban és három gólt szerzett.

## Statisztika

### Mérkőzése a válogatottban
| Magyarország | Magyarország      | Magyarország                    | Magyarország | Magyarország | Magyarország | Magyarország | Magyarország | Magyarország |
| #            | Dátum             | Helyszín                        | Hazai        | Eredmény     | Vendég       | Kiírás       | Gólok        | Esemény      |
| ------------ | ----------------- | ------------------------------- | ------------ | ------------ | ------------ | ------------ | ------------ | ------------ |
| 1.           | 1938. március 25. | Budapest, Hungária körúti pálya | Magyarország | 11 – 1       | Görögország  | vb-selejtező | 3            | 37' 41' 51'  |
|              | Összesen          |                                 |              | 1            | mérkőzés     |              | 3            | gól          |